# Universidad Católica de Salvador
La Universidad Católica de Salvador (en portugués Universidade Católica do Salvador, UCSAL) es la mayor institución privada de educación superior multicampi del Estado de Bahía, en Brasil; organizada en 3 campi entre los cuales el principal se encuentra en los barrios Federação y Pituaçu, en la ciudad de Salvador de Bahía, capital del estado de Bahía.

## Campi académicos
- Campus Federação, Salvador de Bahía.[2]
- Campus Pituaçu, Salvador de Bahía.[2]
- Campus Vitória da Conquista, Vitória da Conquista.